# BABY GIRL/城南ハスラー2 feat. DABO, UZI, G.K.MARYAN
「BABY GIRL/城南ハスラー2 feat. DABO, UZI, G.K.MARYAN」（ベイビー・ガール じょうなんハスラー2）は、ZEEBRAの5枚目のシングル。2001年8月8日にポリスターから発売された。ポリスター時代最後のシングル。

## 収録曲
1. BABY GIRL
作詞・作曲：ZEEBRA
2. 城南ハスラー2 feat. DABO, UZI, G.K.MARYAN
作詞：ZEEBRA/DABO/UZI/G.K.MARYAN、作曲：INOVADER
3. BABY GIRL - Instrumental
4. 城南ハスラー2 - Instrumental

| スタブアイコン | サブスタブ | この項目は、まだ閲覧者の調べものの参照としては役立たない、シングルに関連した書きかけの項目です。この項目を加筆・訂正などしてくださる協力者を求めています（P:音楽/PJ:楽曲）。 |